# Romain Guyot (musicien)
Pour les articles homonymes, voir Romain Guyot (homonymie) et Guyot.
Romain Guyot est un clarinettiste et pédagogue français né le 15 juin 1969 à Corbeil-Essonnes (Essonne).

## Biographie
Romain Guyot naît le 15 juin 1969 à Corbeil-Essonnes.
Il étudie au Conservatoire national supérieur de musique de Paris, où il remporte à l'âge de dix-neuf ans un 1er prix de clarinette ainsi qu'un 1er prix de musique de chambre.
En 1996, il est lauréat des auditions internationales Jeunes artistes de concert (en) à New York.
Comme musicien d'orchestre, Romain Guyot est clarinette solo de l'Orchestre des jeunes de la Communauté européenne sous la direction de Claudio Abbado, puis clarinette solo de l'Orchestre de l'Opéra de Paris entre 1991 et 2002, clarinette solo du Mahler Chamber Orchestra entre 2003 et 2006, et, depuis 2008, clarinette solo de l'Orchestre de chambre d'Europe.
Il mène en parallèle une carrière de soliste et de chambriste, notamment au sein du Quintette à vent Claude-Debussy et de l'Octuor à vent Paris-Bastille. À côté de ses activités musicales, Romain Guyot est un sportif accompli, pratiquant la natation, l'escrime, le ski et l'alpinisme, activité qu'il a associée à son art, donnant en 2004 un concert au sommet du Mont Blanc.
Comme interprète, il est le créateur d’œuvres de Nicolas Bacri, Marc-André Dalbavie, Philippe Hersant ou Jean-Christophe Marti, notamment. Comme pédagogue, il est nommé professeur de clarinette au Conservatoire de Genève en 2009.
En 2013, Romain Guyot enregistre pour le label Mirare le Concerto pour clarinette et le Quintette avec clarinette de Mozart, avec l'Orchestre de chambre d'Europe.